# اندیس انگهران
انگهران یک اندیس غیرفلزی است که در حوالی شهر درپهن استان هرمزگان قرار دارد و مادهٔ معدنی موجود در آن، ذغالسنگ است.سنگ میزبان این اندیس شیل است  